# Jetong
Jetong kan avse en spelmark, men även en belöningspenning för gjorda framsteg i studier, för flit och skicklighet eller dylikt.
I flera lärda och vittra samfund tilldelades förr ledamöterna, som honorar för varje sammankomst de bevistade, en jeton de présence, vilken kunde bytas mot en mindre summa pengar. I Sverige sker detta fortfarande i  Svenska Akademien. Till varje sammankomst finns 18 jetonger att fördelas mellan de närvarande ledamöterna. Samtliga jetonger är präglade i silver, och är den enda ersättning man som ledamot får, förutom utlägg för resa, boende, etc. Jetongen kan bytas mot pengar, men värdet av denna idag är ringa, eller omkring hundra kronor. 
Jetonger ska även ha förekommit i Kungliga Vetenskapsakademien, Kungliga Vitterhets-,  historie- och antikvitetsakademien, Kungliga Lantbruksakademien, Kungliga Krigsvetenskapsakademien, Kungliga Musikaliska Akademien liksom idag även i Kungl. Vetenskapssamhället i Uppsala, där en sådan utdelades till en ny ledamot, som tog inträde.
Jetong kan även förekomma som synonym till medalj, minnesmedalj eller liknande.